# Hôtel Ukraine
L'hôtel Ukraine, renommé en Radisson Royal Hotel, Moscou, est un gratte-ciel de la ville de Moscou, en Russie.
Haut de 198 mètres, comportant 34 étages, il a été construit en 1955 et fait partie du groupe de bâtiments appelé « les Sept Sœurs », les gratte-ciel staliniens.
Il est le deuxième de ces bâtiments par la hauteur, après le bâtiment principal de l'université Lomonossov. C'est en outre l'hôtel le plus haut d'Europe.
Le Radisson Royal Hotel, Moscou est desservi par la station de métro Kievskaïa.